# Tipps End
Tipps End – wieś w Anglii, w hrabstwie Norfolk, w dystrykcie King’s Lynn and West Norfolk. Leży 74 km na zachód od Norwich i 117 km na północ od Londynu.